# Half-Life: Alyx
『Half-Life：Alyx』（ハーフライフ アリックス）は、Valveが開発・発売した2020年のバーチャル・リアリティ（VR） ファーストパーソン・シューティングゲーム。『ハーフライフ2』（2004）の前日譚となる本作では、プレイヤーは地球を占領するエイリアン「コンバイン」（Combine）を相手に父親のイーライ（Eli）と共に戦うアリックス・バンス（Alyx Vance）を操作する。プレイヤーはVRを使って環境と関わり、敵と戦い、ハーフライフ2のグラビティガンのように「グラビティグローブ」を使ってオブジェクトを操作する。探索、パズル、物理ベースの戦闘などのシリーズの伝統的な要素も復活する。 
大規模なVRゲームの需要を認識していたValveは2015年にハーフライフのVRゲームの実験を開始した。2016年にはValve史上最大のチームによって本格的に開発が開始された。Valveが同社の「フラッグシップ」VRゲームと位置付ける本作はSource 2エンジンを使用して開発され、すべてのPC互換VRヘッドセットをサポートする。『Half-Life 2：Episode Two』（2007）以来初となるハーフライフゲームであり、2020年3月23日にWindows向けに発売された。 本作は批評家の称賛を得ており、VRの最初のキラーアプリと表現された。批評家は同作のグラフィック、声の演技、脚本、懐かしさ及び雰囲気を称賛した。 

## ゲームプレイ
本作はバーチャルリアリティー（VR）ゲームであり、Valve Index、HTC Vive、 Oculus Rift、Oculus Quest（PC接続の「Oculus Link」機能を使用）およびWindows Mixed Realityを含むすべてのPC互換VRヘッドセットをサポートする。ゲームプレイはVRを中心に設計されているため、Valveは非VRバージョンの計画はないと述べた。
本作はSteam Workshopに対応しており、同サービスを通じたユーザーModの共有もサポートする。 
本作は『ハーフライフ2』でゴードン・フリーマンが帰還する5年前の出来事を描いており、主人公は、フリーマンの協力者であるイーライ・バンスの娘アリックス・バンスであり、地球を征服したエイリアンの帝国コンバインに父娘で立ち向かう様子が描かれている。デザイナーのデビッド・スペイヤーは「本作はエピソード形式のゲームや外伝ではないが、『ハーフライフ2』とほぼ同じ長さの「ハーフライフストーリーの次の部分」と述べた。プレイヤーはVRを用いて物資の入手、インターフェイスの使用、オブジェクトの投擲、戦闘を行う。本作に登場するグラビティグローブは、『ハーフライフ2』のグラビティガンのように重力を操作できるデバイスである。探索、パズル、戦闘、物語などの伝統的なハーフライフの要素が復活する。Valveは、いつでも世界とやり取りできるようにプレイヤーの片手を自由にさせたかったためすべての武器は片手で使用できる。 

## プロット
ゴードン・フリーマンがシティ17に到着する5年前、アリックス（Ozioma Akagha）と彼女の父親のイーライ・バンス（James Moses Black）は、コンバインに捕らえられた。別のレジスタンスのメンバーのラッセル（リス・ダービー）がアリックスを何とか救出し、コンバインが尋問のためにイーライをコンバインの刑務所へと移送するつもりだと警告した。 
イーライを運ぶ列車を阻止するためにアリックスはシティ17の外の隔離ゾーンに進入する。途中で彼女は、イーライ・バンスが将来突然の死を迎えることについて漠然とほのめかす風変りなボーティガンツ（トニー・トッド）に出会う。 
隔離ゾーンを通過した後、アリックスは列車を脱線させることに成功し、ボーティガンツが大破した列車からイーライを救出した。イーライはアリックスに対し、自身が拘留中にコンバインが「Vault」と呼ばれる超兵器を隔離ゾーンに保管していることを知ったと警告する。彼はアリックスにコンバインがVaultをより安全な場所へと移動できるようになる前に見つけて盗むように指示した。その後、アリックスは隔離ゾーン全体を冒険し、Vaultまでの道中でXenエイリアンの様々な種族及びコンバインの兵士と戦った。 
最終的に、アリックスはVaultを空に浮かせ続けている多くの発電所の1つをシャットダウンでき、そして各発電所には自身のエネルギーをVaultに流すよう強制された奴隷のボーディガンツがいることがわかった。解放されたボーディガンツはアリックスに残りの発電所を解体することを約束する。最終的にイーライはアリックスと連絡を取り、Vaultは武器ではないことを警告する。Vaultはその中にいるものをすべて収容するために、アパート全体の周りに構築されたとみられ、その後、Vaultは一種の極端な封じ込め策として人気のない隔離ゾーンの上空に浮かべられた。アリックスは続けて、Vault内にあるものが何であろうと彼らのコンバインとの戦いに役立つと推論する。 
Vaultに近づくと、アリックスは謎の正体不明の人間の女（キム・ディケンズ）が、Vaultを十分に保護できていないためにコンバイン・アドバイザーに苛立ちを露わにしているのを耳にする。アリックスは、謎の女がVaultにブラックメサ事件の生存者がいるという言及を聞き取り、女がゴードン・フリーマンの事を言っているに違いないと推測する。 
アリックスはコンバインの治安部隊を切り抜け、最終的に中へと入るためにVaultを地上へと落とした。Vaultに乗り込んだ彼女はVault周辺に建てられたアパートの内部を発見したが、非常にシュールな状態であった。寝室、キッチン、リビングルームが互いに重なり合い、奇妙で形容しがたい物理現象がアパート全体に広がっており、ある種の強力な時空障害の影響下にあるようだった。 
アリックスはVaultのシュールな内容物を通り抜け、ついに中心部の監房を見つけ扉をこじ開けたが、中にいたのはゴードンではなくG-マン（マイケル・シャピロ）であった。コンバインの監禁から解放され、サービスの提供を申し出たG-マンに対し、アリックスは地球からコンバインの排除を求めたが、G-マンは彼の「雇い主」がその要求を承認しないと答え、代わりにアリックスに対し将来コンバイン・アドバイザーの手によって突然の死を迎えるイーライを救う機会を提供した。アリックスはアドバイザーを殺す機会を利用し、イーライの命を救って彼の運命を変えた。その後、与えられた任務に消極的または実行できないゴードンに不満を募らせていたG-マンは彼女が彼の代わりになれると証明したと指摘した。その後、G-マンは立ち去りアリックスを静止空間に閉じ込めた。 
エンドクレジット後、『Half-Life 2: Episode Two』の終わりの場面へと移行し、レジスタンスのホワイト・フォレスト基地で意識を取り戻したゴードンは、イーライは生きているもののアリックスが行方不明になっていることを知る。イーライはG-マンが彼女を連れ去ったに違いないと気付いて激怒し「あのクソ野郎を殺す」と誓うが、G-マンが倉庫の左端から見ているのに気づいていなかった。その後、イーライはゴードンのバールを彼に渡し「私達にはやるべき仕事がある」と伝えた。 

## 開発
本作以前のハーフライフ作品は2007年に発売された『Half-Life 2: Episode Two』であり、同作はクリフハンガーで終了した 。Valveはハーフライフの新作の開発を何度か試みたが、いずれも頓挫した。Valveは最終的にエピソードの開発を放棄し、それが新しい作品に対する彼らの成長する野心に反することを発見した。さらに、『ハーフライフ2』とオリジナルのSourceエンジンの同時開発で問題が発生したため、Valveはシリーズの新作に手を付ける前に、新しいエンジンSource 2を完成させることにした。本作の発表の前に、シリーズの開発の重要人物である脚本家のマーク・レイドロー、Erik Wolpaw、Chet Faliszekの3人がValveを退社しており、ビデオゲーム系メディアは、これを他のフランチャイズに対するValveのサポートと相まってハーフライフの新作が絶望的であるとみなした。 
2015年には、Valveはエレクトロニクス企業のHTCと共同でVRヘッドセットのHTC Viveを開発した。ValveはVRゲームを実験し、2016年にVRミニゲーム集『The Lab』を発売した。Valveは多くのプレイヤーがより野心的なVRのAAAゲームを望んでいることを認識し、Vive向けの主要なゲームの開発を模索し始めた。チームはいくつかのプロトタイプを開発し、2017年には少なくとも3つのVRゲームが作られていた。
その中にはアクションパズルゲーム『Portal』にVRの要素を取り入れたプロトタイプもあったが、同作のシステムでは方向感覚を失うことが判明したことから、『ハーフライフ』を題材とすること決まった。デザイナーのロビン・ウォーカーは、ハーフライフ3は「恐ろしいほど悲観的な見通し」だったと言い、チームはVRをシリーズに戻る方法と見なした。 
Valveは『ハーフライフ2』のデータを利用してプロトタイプを構築し、VRに最適と感じられるシステムを絞り込んでいき、これらのプロトタイプの1つは『The Lab』のミニゲームへと発展した。
その結果、ハーフライフのシステムはVRに「驚くほどかみ合う」ものの、VRはデザインのほぼすべての側面に影響を与えることが判明した。たとえば、VRでの射撃ではプレイヤーが物理的に手を空間に配置する必要があるが、この操作体系はマウスやキーボードを操作して狙うこととは別物である。ウォーカーによると、「これはすべて、メカニックデザイン、レベルデザイン、ペーシングのあらゆる側面や弾薬を拾い上げる頻度や戦闘の調整のようなことにさえ影響を与える」という。 
2016年には、本格的な開発体制に入った。
チームの人数は約80人とValveの歴史において最大規模であり、その中には2018年にValveが買収したスタジオCampo Santoも含まれている。Valveの新しいSource 2エンジンには、VRおよび共同レベル編集のサポートが強化されており、ValveはSource 2用の新たなHammerレベルエディターのリリースを予定している。また、Valveは本作の販売とサポートに焦点を当てており、更新機能用に部分的なSource 2のソフトウェア開発キット（SDK）を後日リリースする予定である。 
オリジナルのハーフライフゲームの共同脚本家であったレイドローの監修の元、脚本はジェイ・ピンカートン、ショーン・ヴァナマン、Wolpaw（請負業者としてValveに再加入）が手掛けた。『Portal 2』および『Team Fortress 2』の作曲家マイク・モラスキーは、以前のハーフライフゲームの作曲家のケリー・ベイリーと相談して本作の作曲を担当した。
アリックスの声優はValveがより若い声を望んだことから、過去作のマール・ダンドリッジに代わりOzioma Akaghaが担当した。過去のハーフライフ作品では無口な主人公を用いていたが、Valveはアリックスを話すようにしたことでストーリー性が良くなることを発見した。新たに出演する俳優には2017年に亡くなったロバート・ギロームに代わってイーライ役を務めるジェームズ・モーゼス・ブラック（James Moses Blac）kとラッセル役のリス・ダービーがいる。復帰する俳優には、トニー・トッド （ボーディガンツ）、マイク・シャピロ（G-マン）、 エレン・マクレイン（コンバインの放送）が含まれる。チームメンバーは、本作がコンテンツと物語の両方の観点からハーフライフシリーズの入門編であることを強調した。 
Valveは、2019年11月に本作の存在を明らかにした。2020年までに購入したValve Indexハードウェアの所有者は無料で入手できた。また、ゲームの販促のためにハーフライフシリーズの過去作全てが2020年1月から2020年3月23日の発売までSteamで無料でプレイできた。ハーフライフシリーズの新作の計画について尋ねられたとき、デザイナーのデイビッド・スペイヤーは、チームは意欲的だが、本作への反応を待っていると述べた。ウォーカーによると「私達はHalf-Life：Alyxをこの世界の終わりではなく、この世界への回帰だと完全に考えている」という。

## 反響
本作の予告編は公開から最初の24時間以内に1000万回以上視聴された。大部分のファンは興奮した一方、VRでしかプレイ可能できないことに失望する人もいた（VRは小規模ながらも2019年の成長市場である）。Valve Indexヘッドセット、コントローラーおよびベースステーションはすべてゲームの発表から1週間以内に米国、カナダ、ヨーロッパで売り切れ、2020年1月中旬までに販売されていた31地域すべてで売り切れた。Superdataによると、Alyxの発表の結果Valveは2019年の第4四半期にIndexを10万3000台販売し、この四半期に最も売れたパソコン用VRヘッドセットになった（2019年の合計販売数は14万9000台）。Valveは、本作の発売に間に合うように複数のIndexの予約注文を供給する予定だったが、中国でのコロナウイルスのアウトブレイクによりValveの供給網が制限された。 
本作を購入したユーザーの間で様々な遊び方が動画などを通じて提示された。たとえば、Ubisoft Montrealのキャラクターデザイナーであるリズ・エドワーズ（Liz Edwards）は野外トイレの個室をシェルターやアイテム入れとして使用した。また、カリフォルニア州のある数学教師は、地元の学校の家庭学習週間に向け、ゲームの中で板書を行う形で復習動画を収録した。

## 評価
レビュー収集サイトMetacriticによると、本作は世界的に高い評価を得た。VG247、Tom's Hardware及びVideo Games Chronicleなどの出版物のレビュアーは、同作をVRの「キラーアプリケーション」と述べている。
ゲームの発売前、TechRadarのビック・フッドは「これは確かに待望のハーフライフ3ではない。しかし、私達がシリーズの別作品をみることができるかどうかについてValveははっきりしなかったので、同社がハーフライフプロジェクトを最後までやり通すのを見られて素晴らしい。私達はハーフライフ3を期待していつまでも生きる」と述べた。ビジネスインサイダーのケビン・ウェッブは、本作について「筋金入りのゲーマーを引き入れることに苦労している（VR）業界に新たな関心を呼び起こす」ことができるだろうと記述した。マイクロソフト役員のフィル・スペンサーは、作品の発表前に本作をプレイしたと述べ、すばらしさを称賛した。 